# Among Us VR
Among Us 3D: VR — відеогра 2022 року в жанрі соціальної дедукції, розроблена американськими розробниками Schell Games, Innersloth і Robot Teddy та випущена Innersloth у листопаді 2022 року для Quest 2 і Microsoft Windows у дистриб'юторі відеоігор Steam 10 листопада 2022 року. Для гри необхідно мати гарнітуру з підтримкою SteamVR. Проєкт є версією відеогри Among Us 2018 року, але з підтримкою технології віртуальної реальності. Версія для PlayStation 5 через PlayStation VR2 була запланована на лютий 2023 року, але не вийшла в цей час.
Ігровий процес складається з двох команд: «Члени екіпажу» та «Самозванці».
- Мета членів екіпажу — або виконати всі поставлені завдання на карті, або почати збори, щоби шляхом голосування визначити, хто є Самозванцем і усунути його.
- Мета Самозванців — усунути членів екіпажу, вбивши їх. Самозванці виглядають ідентично членам екіпажу, тому члени екіпажу повинні спостерігати за поведінкою інших гравців, щоб визначити, хто є Самозванцем.

Гра закінчується, коли або всі в команді будуть знищені, або члени екіпажу виконають всі свої завдання.

## Ігровий процес
Among Us VR — багатокористувацька гра з двома командами: «Члени екіпажу» та «Самозванці». Члени екіпажу повинні виконати широкий спектр завдань, щоб перемогти. Самозванці виглядають так само як і члени екіпажу, хоча їх можна відрізнити від інших самозванців. Їх мета — вбити всіх членів екіпажу, не бувши спійманими, і вони можуть використовувати інструменти, що допомагають їм у цьому, наприклад, саботувати частину корабля, яку члени екіпажу повинні полагодити, або використовувати вентиляційні шахти для швидкої навігації ігровою зоною.
Якщо хтось із гравців побачить мертве тіло, у нього буде вибір розпочати зустріч з іншими гравцями. Потім вони можуть обговорити, хто може бути самозванцем, і проголосувати за того, хто, на їхню думку, це може бути. Якщо гравці не вирішать пропустити голосування, одного гравця буде «викинуто» з корабля, і стане відомо, чи був він самозванцем, чи ні. Викинутий гравець та інші мертві гравці можуть продовжити гру як привид, який не може спілкуватися з живими гравцями, вбивати або повідомляти про мертве тіло. Гра закінчується, як тільки команда досягає своєї мети.
Лобі підтримують до 10 гравців одночасно. Гравці мають можливість кастомізувати свого персонажа за допомогою різних головних уборів та інших косметичних засобів. У грі для спілкування використовується чат. Гравці також можуть використовувати функцію швидкого чату і давати п'ять іншим гравцям. На відміну від оригінальної гри, Among Us VR грається від першої особи і додає нові завдання, наприклад, одне з них стилізоване під гру «Whac-A-Mole». Among Us VR також представляє нову карту, відому як Skeld 2.

## Розробка та випуск
Офіційна прем'єра анонс-трейлера відбулася на The Game Awards 2021. У серпні 2022 року було оголошено про відкрите бета-тестування. Among Us VR вийшла 10 листопада 2022 року для Meta Quest 2 і для Windows через Steam. Версія для Windows підтримує гарнітури сімейств Valve Index, HTC Vive, Oculus Rift і Windows Mixed Reality через SteamVR. Ті, хто зробив передзамовлення на Meta Quest Store, отримали шапку у вигляді маленького члена екіпажа. Гра планувалася до виходу на PlayStation 5 через PlayStation VR2 разом з випуском гарнітури 22 лютого 2023 року, але потім була відкладена. В одному з інтерв'ю розробники гри розповіли, що їм «довелося ретельно продумати, як адаптувати дії вбивства, щоб вони не були надто моторошними та жахливими для гравців». До Дня сміху у грі був доданий кінський капелюх. Schell Games випустила відео, яке підтвердило назву карти під назвою Polus Point. Карта має більшу територію, ніж у Skeld 2, і містить більше завдань для гравців.

## Огляди
| Агрегатор  | Оцінка |
| ---------- | ------ |
| Metacritic | 82/100 |

| Видання | Оцінка |
| ------- | ------ |
| IGN     | 8/10   |

Among Us VR отримала «загалом схвальні» відгуки від критиків, згідно з агрегатором оглядів Metacritic.
Джованні Колантоніо, який пише для Digital Trends, побачив у Among Us VR покращення порівняно з оригіналом. Корі Плант з Inverse погоджується з Колантоніо, але відчув, що деякі ділянки були м'якими. Генрі Стокдейл, оглядач IGN, поставив Among Us VR оцінку 8/10, відчуваючи брак контенту, хоча відшліфований ігровий процес компенсував це. В іншому огляді Ян Гамільтон з UploadVR дав грі «рекомендований» вердикт, назвавши її «абсолютним захопленням» і «першокласним VR-дизайном», відзначивши при цьому «чудовий звук, освітлення та дизайн взаємодії». Дейв МакКвіллінґ також похвалив гру за її онлайн-досвід і просте управління. Однак він критикував відсутні функції та баги. Гаміш Гектор у своєму огляді для TechRadar назвав гру обов'язковою для власників VR-гарнітури. У статті з Game Rant, Кемерон Свон каже, що ігровий процес «абсолютно відповідає тому, чому він мав відповідати». Майклу Л. Гіксу з Android Central сподобався чат і завдання з управління рухом у грі: «Skeld відчувається як справжній корабель, на якому працюють справжні люди», — сказав він. Роберт Зак аплодував ігровому процесу від першої особи, але ненавидів «неминучі крики» гравців, «які не хочуть грати належним чином».

## Нагороди
| Нагорода             | Дата церемонії | Категорія | Результат     | Прим. |
| -------------------- | -------------- | --- | ------------- | ----- |
| The Game Awards 2022 | 8 грудня 2022  | style="background: #FDD; color: black; vertical-align: middle; text-align: center; " class="no table-no2"\|Номінація     | [ 28 ] [ 29 ] |       |
| The Steam Awards     | 3 січня 2023   | style="background: #FDD; color: black; vertical-align: middle; text-align: center; " class="no table-no2"\|Номінація     | [ 30 ]        |       |
| Webby Awards         | 26 квітня 2023 | style="background: #99FF99; color: black; vertical-align: middle; text-align: center; " class="yes table-yes2"\|Перемога | [ 31 ]        |       |
| Webby Awards         | 26 квітня 2023 | style="background: #99FF99; color: black; vertical-align: middle; text-align: center; " class="yes table-yes2"\|Перемога | [ 31 ]        |       |

## Продажі
Станом на 24 січня 2023 року Among Us VR було продано понад 1 мільйона копій. За даними Innersloth, у гру зіграли понад 4 мільйони разів, що в середньому становить 44 000 матчів на день з гравцями.